# اتا کندی
اِتا کندی (به انگلیسی: Etta Candy) یک شخصیت خیالی در کتاب‌های کامیک آمریکایی منتشر شده توسط دی‌سی کامیکس است که اغلب به عنوان بهترین دوست شخصیت ابرقهرمان زن شگفت‌انگیز به شمار می‌رود. شخصیت اتا کندی برای اولین بار توسط خالق شخصیت زن شگفت‌انگیز، ویلیام مولتن مارستون در شمارهٔ ۲ سِنسِیشن کامیکس (فوریه ۱۹۴۲) معرفی شد.
لوسی دیویس نقش شخصیت اتا کندی را در فیلم زن شگفت‌انگیز (۲۰۱۷) ایفا کرده است.